# ماكوتو هاسيغاوا
ماكوتو هاسيغاوا (باليابانية: 長谷川誠) مواليد 2 أبريل 1971، هو مدرب كرة سلة ياباني ولاعب سابق. يدرب أكيتا نورثرن هابينيتس في دوري كرة السلة الياباني للمحترفين. يبلغ طوله 6 قدم 1 بوصة (1.9 م).

## المسيرة الاحترافية
لعب مع باناسونيك من سنة 1994 إلى 1996، ثم لعب مع إيسوزو في موسم 2001–2002، ثم لعب مع نييغاتا ألبيريكس من سنة 2002 إلى 2010، ثم لعب مع أكيتا نورثرن هابينيتس من سنة 2010 إلى 2013.

## روابط خارجية
- ماكوتو هاسيغاوا على موقع الاتحاد الدولي لكرة السلة (الإنجليزية)
- ماكوتو هاسيغاوا على موقع كرة السلة الأوروبية.كوم (الإنجليزية)
- ماكوتو هاسيغاوا على موقع ريلجم (الإنجليزية)
- ماكوتو هاسيغاوا على موقع بروبوليرز (الإنجليزية)